# Bu Şehir Arkandan Gelecek
Bu Şehir Arkandan Gelecek es una serie de televisión turca de 2017 producida por Ay Yapım para ATV.

## Trama
Ali es un apuesto marinero, criado a bordo de un carguero por Rauf, quien lo salvó cuando era niño después de que ambos fueran testigos del asesinato de su madre, a manos de su padre. Viviendo en el mar, Ali todavía está aterrorizado de volver a sus raíces en Estambul y al trauma de la muerte de su madre. 20 años después, cuando un día lo obligan a abandonar el barco, se encuentra con la encantadora bailarina de ballet Derin, e inmediatamente se enamora de ella, persiguiéndola hasta las profundidades de la ciudad. Aunque teme y se resiente de su pasado, descubre que sus lazos con la ciudad son demasiado fuertes como para resistir.

## Reparto
- Kerem Bürsin como Ali Smith.
- Gürkan Uygun como Şahin Vargı.
- Leyla Lydia Tuğutlu como Derin Mirkelamoğlu.
- Osman Alkaş como Rauf Dağlı.
- Burak Tamdoğan como Tekin Mirkelamoğlu.
- Seda Akman como Belgin Mirkelamoğlu.
- Defne Kayalar como Nesrin.
- Ali Yörenç como Yiğit Bursalı.
- Nilperi Şahinkaya como Aslı Tanöz.
- Hakan Çimenser como Mithat Görgünoğlu.
- Berrak Kuş como Süreyya Bursalı.
- Bengü Ergin como Elif.
- Barış Akkoyun como Seyit.
- Selim Türkoğlu como Veysel.
- Serkan Börekyemez como Oğuz.

## Premios y nominaciones
| Año  | Premios                          | Categoría            | Nominado(a)               | Resultado | Ref.  |
| ---- | -------------------------------- | -------------------- | ------------------------- | --------- | ----- |
| 2017 | Seoul International Drama Awards | Mejor serie de drama | Bu Şehir Arkandan Gelecek | Nominada  | [ 3 ] |
| 2017 | Seoul International Drama Awards | Mejor actor          | Kerem Bürsin              | Ganador   | [ 4 ] |